# Annona primigenia
Annona primigenia är en kirimojaväxtart som beskrevs av Paul Carpenter Standley och Julian Alfred Steyermark. Annona primigenia ingår i släktet annonor, och familjen kirimojaväxter. Inga underarter finns listade i Catalogue of Life.